# Ittibittium houbricki
Ittibittium houbricki is een slakkensoort uit de familie van de Cerithiidae. De wetenschappelijke naam van de soort is voor het eerst geldig gepubliceerd in 1993 door Ponder.